# Lijst van operaties tijdens de Tweede Wereldoorlog
Deze lijst van operaties tijdens de Tweede Wereldoorlog geeft een chronologisch overzicht volgens strijdkrachten van de offensieven en plannen bij hun codenaam tijdens de Tweede Wereldoorlog. De cursief gedrukte tekst duidt aan wanneer een operatie is mislukt. Het tweede stukje geeft het doel of extra informatie weer.

## Duitse operaties

### 1938
- Fall Grün - Annexatie van Tsjecho-Slowakije. (Afgelast na Verdrag van München waarin Rijnland en Sudetenland bij Duitsland werden gevoegd.)
- Fall Blau - Studie van de Luftwaffe om een mogelijke aanval op het Verenigd Koninkrijk uit te voeren.

### 1939
- Operatie Himmler - Nagespeelde Poolse sabotage om hun invasie te rechtvaardigen.
- Fall Weiss- Annexatie van West-Polen.

### 1940
- Operatie Weserübung - Annexatie van Denemarken en Noorwegen.
- Fall Gelb - Annexatie van België en Nederland.
- Fall Rot - Annexatie van Frankrijk.
- Fall Grün 2 - Operatie Seelöwe verbergen.
- Operatie Seelöwe - Annexatie van Groot-Brittannië.

### 1941
- Operatie Mercurius - Landing op Kreta en de annexatie van het eiland.
- Operatie Barbarossa - Annexatie van Rusland.[1]

### 1942
- Operatie Eisstoss - Luftwaffe aanval op de Baltische vloot en het zwaar schaden toebrengen.
- Operatie Aida - Offensief in Noord-Afrika tegen de Britten (geraakt tot in El-Alamein).
- Operatie Braunschweig - Tweede fase van het zomeroffensief tegen de Sovjets.
- Fall Blau 2 - Verovering van Voronezj en onderdeel van het zomeroffensief tegen de Sovjets (zou leiden tot de slag om Stalingrad).
- Fall Maus - Bezetting van het Kaukasusgebied en ook onderdeel van het zomeroffensief tegen de Russen.
- Fall Siegfried - Bezetting van Stalingrad en de Volga en onderdeel van het zomeroffensief tegen de Sovjets.
- Operatie Anton - Militaire bezetting van het Vichy-Frankrijk.

### 1943
- Operatie Büffel - Reeks terugtrekkingen aan het oostfront.
- Operatie Citadel - Duits offensief die zou leiden tot de slag om Koersk.[2]
- Operatie Eiche - Bevrijding van Benito Mussolini.
- Operatie Eisenhammer - Het neutraliseren van de Sovjet oorlogsindustrie (gepland voor 1944 maar afgelast).

### 1944
- Operatie Greif - Codenaam voor een bevel van Duitse troepen in Oostenrijk om tijdens het Ardennenoffensief verwarring te stichten.
- Operatie Nederland - Deel van het Ardennenoffensief, aanval vanuit Venlo naar Antwerpen.
- Operatie Luik-aken - Deel van het Ardennenoffensief, aanval vanuit Noord-Luxemburg naar Aken.
- Operatie Luxemburg - Deel van het Ardennenoffensief, twee aanvallen vanuit midden-Luxemburg en Metz die zouden samenkomen in Minette.
- Operatie Lotharingen - Deel van het Ardennenoffensief, twee aanvallen vanuit Metz en Baccarat om in Nancy samen te komen.
- Operatie Elzas - Deel van het Ardennenoffensief, twee aanvallen vanuit Épinal en Montbéliard om in Vesoul samen te komen.

## Sovjet Operaties

### 1942
- Operatie Uranus - Omsingeling van Stalingrad en vernietigen van het 6e leger.

### 1944
- Operatie Bagration - Terugdringen van de Duitse strijdkrachten in Oekraïne, Wit-Rusland en Oost-Polen.[1]